# Duomo di Schleswig
Il Duomodi Schleswig (ufficialmente Duomo di San Pietro a Schleswig) è la principale chiesa della città di Schleswig, in Germania. È la chiesa di predicazione del vescovo distrettuale di Schleswig e Holstein della Chiesa evangelica luterana della Germania settentrionale. È uno dei monumenti architettonici più importanti dello Schleswig-Holstein.

## Storia
Nell'850 fu costruita una chiesa missionaria ad Hedeby. Negli anni 947/49, l'imperatore Ottone I organizzò l'istituzione di tre diocesi cattoliche nella Jutland per estendere indirettamente la sua influenza a nord: prima la diocesi di Ribe, infine nel 949 la diocesi di Århus e in mezzo la diocesi di Schleswig. Dopo la fondazione di questa diocesi nel 947, la prima cattedrale fu costruita nello Schleswig, ma non se ne conoscono né l'ubicazione né le dimensioni.
Nel 1134, i cittadini di Schleswig uccisero il re danese Niels nel suo castello dopo che questi si era rifiutato di rifugiarsi nella Cattedrale di San Pietro. Questo fatto storico è la prima menzione scritta della Cattedrale di Schleswig.
Questa chiesa, la prima sul sito attuale, fu progettata come una basilica romanica a tre navate. Con il completamento del transetto romanico, tuttora conservato, intorno al 1200, è documentata con certezza l'ultima costruzione della basilica romanica.
Tra il 1275 e il 1300 furono realizzati il coro dell'aula magna gotica e lo "Schwahl". La basilica romanica, ampliata in un'aula tardo-gotica tra il 1200 e il 1408, fu completata nel XVI secolo. Tuttavia, solo alla fine del XIX secolo, quando lo Schleswig divenne la capitale della nuova provincia prussiana, la cattedrale gotica in mattoni ricevette il suo profilo definitivo. Nel 1888, l'"anno dei tre imperatori" (morte di Guglielmo I, ascesa e morte del figlio Federico III, ascesa di Guglielmo II, figlio del precedente imperatore), iniziò la costruzione della torre neogotica di 112 metri, completata nel 1894 e alquanto sproporzionata rispetto alla cattedrale stessa, lunga circa 100 metri. Progettata dall'architetto Friedrich Adler, la torre fu finanziata con le riparazioni pagate dalla Francia all'Impero tedesco dopo la guerra del 1870-1871. La torre ha una piattaforma di osservazione a 65 metri di altezza, che offre una vista sulla città di Schleswig, sullo Schlei e sull'Holm, un ex insediamento di pescatori. Le campane sopra la piattaforma panoramica possono essere ammirate in occasione di visite guidate speciali.